# Witold Nowodworski (ojciec)
Witold Nowodworski (ur. 14 czerwca 1861 w Lemnie na Białorusi, zm. 25 listopada 1923 w Wilnie) – polski historyk dziejów powszechnych, metodolog.

## Życiorys
Pochodził ze zubożałej rodziny szlacheckiej. Po studiach na uniwersytecie w Petersburgu był nauczycielem w szkołach średnich. Od 1900 lub 1904 docent prywatny Uniwersytetu Petersburskiego. Od 1906 roku profesor nadzwyczajny Instytutu ks. Biezborodko w Nieżynie. Od 1908 docent uniwersytetu w Kijowie, współzałożyciel tamże Polskiego Towarzystwa Naukowego. Od 1921 roku profesor zwyczajny Uniwersytetu Wileńskiego w Wilnie.
Jego synem był historyk i bibliotekarz Witold Nowodworski.

## Poglądy historyczne
Dezawuował tezę szkoły krakowskiej o samozawinionym upadku Polski. Cenił prace takich historyków, jak Władysław Smoleński i Tadeusz Korzon. Za Wilhelmem Windelbandem uznawał historię za naukę opisującą, a nie zajmującą się wykrywaniem praw rozwoju społecznego. Występował przeciw monizmowi historycznemu. Przeprowadził krytyczną analizę prac historycznych Karola Marksa.

## Wybrane publikacje
- Ryszard Röpell i stanowisko jego w dziejopisarstwie polskiem [w:] Charitas. Księga zbiorowa wydana na rzecz r. k. Tow. Dobroczynności przy Kościele św. Katarzyny w Petersburgu, Petersburg 1894.
- Jan Zamojski, jego życie i działalność polityczna. Zarys biograficzny, Petersburg: K. Grendyszyński 1898.
- Istota i zadania dziejów powszechnych, Wilno 1924.
- Walka Rzeczpospolitej z Moskwą o Inflanty 1570-1582.